# Хуана-Мария
Хуана-Мария (исп. Juana Marie, умерла 19 октября 1853) — более известная в истории как Одинокая женщина с острова Сан-Николас (её индейское имя неизвестно), последняя представительница индейского племени николеньо. Она жила в одиночестве на Сан-Николасе у побережья Калифорнии с 1835 по 1853 годы. На основе её истории американский детский писатель Скотт О’Делл написал повесть «Остров голубых дельфинов».

## Биография
В 1814 году группа алеутских охотников на выдр из Российско-американской компании перебила большинство жителей Сан-Николаса после того, как один островитянин был обвинён в убийстве охотника. В результате к 1835 году индейское население острова, некогда доходившее до 300 человек, сократилось до менее чем 20.
Узнав о бедственном положении племени, католическая миссия Санта-Барбары снарядила спасательную экспедицию. Шхуна «Peor es Nada» под командованием Чарльза Хаббарда отплыла из Монтерея к Сан-Николасу в конце ноября 1835 года. Прибыв на остров, люди Хаббарда собрали индейцев на берегу и перевезли их на борт. Хуаны-Марии, однако, среди них не было, шхуна была вынуждена поспешно отплыть от острова из-за сильной бури, оставив женщину на берегу. Позднее появилась более романтическая версия, согласно которой Хуана-Мария бросилась за борт и доплыла до острова, когда узнала, что там забыли её ребёнка.
Хаббард высадил островитян в бухте Сан-Педро, после чего многие из них предпочли поселиться в миссии Сан-Габриэль. Среди них был высокий уровень смертности, так как индейцы не имели иммунитета к заболеваниям из Старого Света. Чёрный Ястреб, последний мужчина николеньо, по имеющимся данным, ослеп вскоре после этого и утонул, упав с крутого берега. Хаббард был не в состоянии сразу же вернуться за Хуаной-Марией, так как ему пришлось отправиться в грузовой рейс, а примерно через месяц «Peor es Nada» потерпела крушение у входа в залив Сан-Франциско. Отсутствие других доступных судов в середине 1830-х годов привело к задержке дальнейших попыток спасения.
Обнаружил её уже 18 лет спустя охотник на пушных зверей из Санта-Барбары Джордж Нидевер. До этого он уже дважды предпринимал попытки найти её, лишь в третий раз, осенью 1853 года, один из людей Нидевера обнаружил человеческие следы на пляже и куски тюленьего жира, оставленные сушиться. Вскоре нашли и саму женщину, которая жила в грубой хижине, частично построенной из китовых костей. Одеждой ей служила юбка из зелёных бакланьих перьев. Предположительно, она также жила в пещере неподалёку.

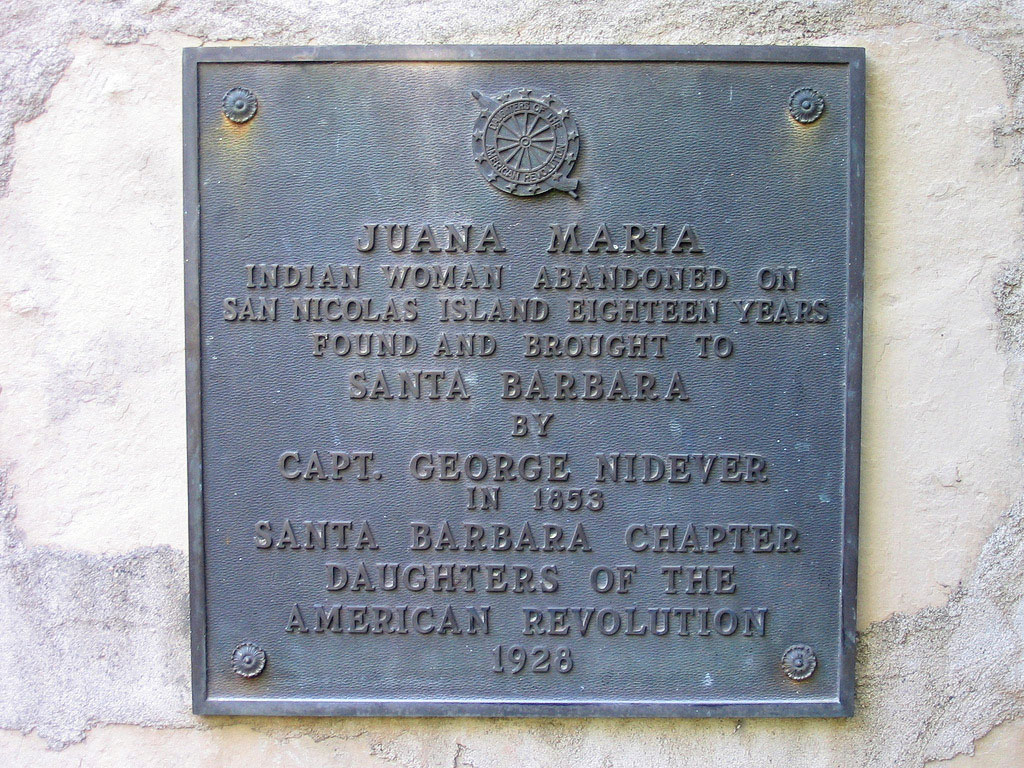
Мемориальная доска в память о Хуане-Марии

Впоследствии Хуана-Мария была доставлена в миссию Санта-Барбары, однако её языка никто не понимал, так как все её соплеменники уже умерли. Ей было разрешено жить у Нидевера, который описывал её как «женщину среднего роста, но довольно толстую. Ей было примерно 50 лет, но она по-прежнему оставалась крепкой и энергичной. У неё было приятное лицо, когда она улыбалась. Зубы сохранились все, но были изношены до дёсен». Всего на материке Хуана-Мария прожила семь недель, пока не умерла или от избыточного увлечения непривычной пищей, или от дизентерии. Перед смертью отец Санчес крестил её и дал испанское имя Хуана-Мария. Она была похоронена в безымянной могиле на семейном участке Нидеверов на кладбище миссии Санта-Барбары. В 1928 году её мемориальная доска была размещена там организацией Дочерей американской революции.

## Наследие
Детская книга «Остров голубых дельфинов» Скотта О’Делла во многом основывается на истории Хуаны-Марии. Главная героиня романа, Карана, переживает многие из испытаний, с которыми должна была столкнуться Хуана-Мария, оставшаяся в одиночестве на Сан-Николасе. В 1964 вышла экранизация книги, в которой Карану сыграла американская актриса Селия Кей.

## Комментарии
1. Этот портрет женщины тонгва был сделан фотографами миссии Санта-Барбары и может принадлежать Хуане-Марии. Фотография была найдена рядом с изображением жены Джорджа Нидевера, у которого Хуана-Мария жила после прибытия на материк. Ныне она хранится в Юго-западном музее американских индейцев[1].
2. ↑  Этот портрет женщины тонгва был сделан фотографами миссии Санта-Барбары и может принадлежать Хуане-Марии. Фотография была найдена рядом с изображением жены Джорджа Нидевера, у которого Хуана-Мария жила после прибытия на материк. Ныне она хранится в Юго-западном музее американских индейцев[2].